# Fairfield, Alabama

Fairfield grundades 1910 och är en stad som ligger i Jefferson County, Alabama, USA, med en befolkning på 12 381. Till en början namngiven Corey, var den planerad till att vara en "modellstad" av "Tennessee Coal, Iron and Railroad Company" till att hysa arbetare i deras "Fairfield Works"-anläggning, som nu ägs av U.S. Steel. 

## Geografi
Enligt U.S. Census Bureau har staden en total markyta på 9,1 km². 9,1 km² är mark och inget av det är täckt med vatten.

## Demografi
Enligt folkräkningen år 2000 hade staden 12 381 invånare, med 4 600 hushåll och 3 141 familjer boende i staden. Befolkningstätheten var 1 354,2 invånare/km².
Den genomsnittliga familjestorleken var 3,17 personer.